# Anticoma trichura
Anticoma trichura är en rundmaskart som beskrevs av Nathan Augustus Cobb 1898. Anticoma trichura ingår i släktet Anticoma och familjen Anticomidae. Inga underarter finns listade i Catalogue of Life.